# Pristomerus fasciatus
Pristomerus fasciatus là một loài tò vò trong họ Ichneumonidae.